# Nasarawa
Nasarawa (ibland Nassarawa) är en delstat i centrala Nigeria. Den bildades den 1 oktober 1996, och var tidigare en del av Plateau. Huvudstaden heter Lafia.